# Wyższe Seminarium Duchowne w Legnicy
Wyższe Seminarium Duchowne Diecezji Legnickiej – seminarium duchowne diecezji legnickiej Kościoła rzymskokatolickiego. Stanowi sekcję zamiejscową Papieskiego Wydziału Teologicznego we Wrocławiu. Od października 2022 roku alumni odbywają formację w Metropolitalnym Wyższym Seminarium Duchownym we Wrocławiu.

## Historia
Seminarium zostało erygowane 25 marca 1993 roku przez pierwszego biskupa legnickiego Tadeusza Rybaka. Na siedzibę seminarium legnickiego przeznaczono budynek zbudowany na początku XX w. Pierwotnie znajdowało się w nim gimnazjum i liceum miejskie przeznaczone dla zamożnych dziewcząt. Szkołę tę uroczyście zainaugurowano w 1909 w obecności pruskiego ministra kultury. Po II wojnie światowej, gdy Legnica stała się siedzibą Północnej Grupy Wojsk Armii Czerwonej, dotychczasowy budynek szkolny zamienił się w dom oficera dla żołnierzy Wojsk Związku Socjalistycznych Republik Radzieckich stacjonujących w piastowskim mieście. Po wycofaniu się wojsk radzieckich z Polski (w tym z Legnicy), mienie wróciło pod zarząd polski. Na początku listopada 1991 roku w budynku wybuchł pożar. Jego stan techniczny sprawił, że w trudnej sytuacji ekonomicznej w jakiej się znalazła Polska, nikt nie był zainteresowany jego nabyciem. W takiej sytuacji ówczesny wojewoda legnicki przekazał zdewastowany budynek nowo powstałej diecezji legnickiej. Nadzór nad pracami remontowymi sprawował ks. infułat Władysław Bochnak. W uroczystej inauguracji połączonej z poświęceniem budynku seminaryjnego wziął udział ówczesny nuncjusz apostolski w Polsce, abp Józef Kowalczyk. Jednym z najbardziej eksponowanych pomieszczeń budynku jest kaplica seminaryjna (dawne kino w domu oficera). Kaplica ta upamiętnia jubileusz 50-lecia kapłaństwa Jana Pawła II. Pierwszym rektorem Wyższego Seminarium Duchownego został mianowany ks. dr Stefan Regmunt. Po jego nominacji na biskupa pomocniczego, w latach 1995–2013 funkcję tę pełnił ks. dr Leopold Rzodkiewicz, a w latach 2013–2022 roku rektorem był ks. dr Piotr Kot. 10 marca 1994 roku dokumentem Kongregacji Wychowania Katolickiego Wyższe Seminarium Duchowne Diecezji Legnickiej zostało afiliowane do Papieskiego Wydziału Teologicznego we Wrocławiu. Do 2017 w murach seminarium zdobyło wykształcenie wyższe prawie tysiąc absolwentów, w tym 267 kapłanów posługujących obecnie na terenie diecezji legnickiej, świdnickiej oraz w wielu zakątkach świata. 25 marca 1993 roku zostało powołane Towarzystwa Przyjaciół Seminarium Duchownego Diecezji Legnickiej, które przez modlitwę i ofiary wspiera pracę formacyjną legnickiego Domu Ziarna. Seminarium wydaje czasopismo „Echo seminarium”. W czerwcu 2022 biskup legnicki Andrzej Siemieniewski poinformował o planowanym zakończeniu funkcjonowania seminarium i przeniesieniu kleryków w październiku 2022 do Metropolitalnego Wyższego Seminarium Duchownego we Wrocławiu. Została jednak zachowana instytucja i struktura Wyższego Seminarium Duchownego Diecezji Legnickiej, aby m.in.przyjmować kandydatów i czuwać nad formacją kleryków we Wrocławiu.

## Poczet rektorów
- ks. dr Stefan Regmunt (1993–1995)
- ks. dr Leopold Rzodkiewicz (1995–2013)
- ks. dr Piotr Kot (2013–2022)
- ks. dr Tomasz Metelica (od 2024)[4]